# Stolnica sv. Justa, Trst
Stolnica svetega Justa (italijansko Basilica cattedrale di San Giusto Martire) v Trstu je stolnica Škofije Trst in župnijska cerkev. 

## Dve cerkvi
Iz 1. stoletja obstajajo ostanki rimske civilne bazilike, ki jih lahko vidimo na odprtem, nedaleč od zvonika. To je bilo veliko podolgovato poslopje, zgrajeno v smeri sever-jug.
Zraven ostankov te bazilike, vendar v smeri vzhod-zahod, so v 5. stoletju zgradili paleokrščansko baziliko, ki je segala do propilej, na katerih so sezidali zvonik. Vidni so še ostanki tlakovanja z belim, črnim in rdečim kamnom. Iz izkopanin v tej baziliki izvemo, da jo je leta 547 dal obnoviti škof Frugifer, prvi znani tržaški škof. Verjetno je bila razdejana v obdobju barbarskih vdorov. Ostal je samo zadnji del, iz katerega so pridobili manjšo (krajšo) cerkev in jo posvetili Materi Božji. Vendar do 11. stoletja ni zanesljivih podatkov o teh spremembah. Ta cerkev je levi del današnje stolnice.
Desni del sestoji iz kapelice, ki je bila zgrajena za relikvije svetega Justa. Zgodovinarji niso enotni o času njenega nastanka. Postavljajo ga približno v 10. stoletje, a nekatera dela segajo v 12. stoletje (kupola) in celo 13. st. (mozaiki). Prav tako ni bilo še mogoče določiti, kdaj je bila kapelica podaljšana in je postala cerkev. Zanesljivo pa je, da so jo imeli za sestavni del cerkve Device Marije, od katere jo je ločila samo glavna mestna cesta.
Kot poroča večina tržaških zgodovinarjev, sta bili za obdobju škofa Roberta Pedrazzanija obe cerkvi združeni pod isto streho med letoma 1302 in 1320: mesto je tako dobilo stolnico svetega Justa.

## Novejša katedrala
Vsekakor sega prvo zanesljivo poročilo o novi stavbi šele v leto 1337. Takrat je bil zvonik cerkve Device Marije obložen z debelim zidom, da je lahko služil v podporo celotni stavbi. Dela na zvoniku so se zaključila leta 1343, cerkev pa je bila dokončana šele proti koncu stoletja. Tedanji cesar Leopold III. je po opredelitvi mesta za avstro-ogrsko monarhijo (leta 1382) imenoval prvega nemškega škofa v Trstu: to je bil Henrik de Wildenstein, ki je 27. novembra 1385 posvetil glavni oltar nove cerkve.

## Opis
Skromno obdelano pročelje cerkve je obogateno z veliko rozeto iz belega kraškega kamna, ki so jo izdelali nalašč za to poklicani kamnoseki iz kraja Soncino v okolici Cremone, od koder je bil škof doma. Še danes se po njih imenuje ulica v mestni četrti Škedenj.
Tako zvonik kot cerkev sama sta bogato pokrita z izkopaninami iz rimskega obdobja, s katerimi so verjetno želeli v obdobju razsvetljenstva okrasiti prestrogo pročelje. Portal vhoda v stolnico, je na primer sestavljen iz nagrobnega spomenika starorimske družine.
Bronasti doprsni kipi na pročelju, ki so bili postavljeni leta 1862 na podstavkih iz rimskega obdobja, upodabljajo tri tržaške škofe. To so Enea Silvio Piccolomini, poznejši papež Pij II., Rinaldo Scarlicchio, ki je odkril relikvije svetega Justa, in Andrea Rapicio, humanist iz 16. stoletja. 
O notranji poslikavi cerkve nimamo veliko poročil. Dva furlanska umetnika sta leta 1422 poslikala apsido, ki je ostala nedotaknjena vse do leta 1843, ko so jo povečali. Vendar je bila v prvih 1930-ih ponovno porušena in na novo sezidana. Opremljena z mozaiki, je dobila današnjo podobo. Prvotna poslikava je predstavljala Marijino Kronanje in se žal ni ohranila: v muzeju lahko vidimo le dva fragmenta te umetnine. Mozaiki prav tako predstavljajo Kronanje, a so istočasno odsev svoje dobe: po apsidalnem polkrogu teče napis, ki pove, kako so bili Tržačani srečni, da jih je mati Italija sprejela v objem. Od ostale originalne poslikave so se ohranile samo nekatere freske, od katerih je najvažnejši ciklus Svetega Justa v petih slikah, ki je izpostavljen v stranski kapeli. 
V notranjosti stolnice je skoraj vsak kamen omembe vreden, saj je vsak škof hotel zapustiti kak dragocen prispevek mogočnosti cerkve. Poleg ostalih umetnin, je zanimiva ogromna baročna rešetka (1650), delo kroparskih obrtnikov, ki zapira cerkveno zakladnico. Čeprav je bila leta 1984 le-ta oropana, vsebuje še vedno veliko dragocenosti. Za mnoge predmete je zaradi prepletanja raznih slogov še vedno odprta razprava o njihovi zgodovinski in zemljepisni pripadnosti, kar potrjuje splošno tržaško nagnjenje k razgledanosti preko različnih kultur. Celo za sam simbol Trsta, helebardo svetega Sergeja, ni mogoče natančno določiti izvora.